# Gymnosporia wallichiana
Gymnosporia wallichiana är en benvedsväxtart som beskrevs av Kurt Sprengel, Wight och Arn. Gymnosporia wallichiana ingår i släktet Gymnosporia och familjen Celastraceae. Inga underarter finns listade.